# Rated-RKO
Rated-RKO è stato un tag-team di wrestling attivo nella World Wrestling Entertainment tra il 2006 e il 2007, composto da Edge e Randy Orton.

## Storia
Il tag-team venne creato durante la puntata di Raw del 2 ottobre 2006, per contrastare l'azione di Shawn Michaels e Triple H; questi ultimi, infatti, avevano ostruito la strada di Edge e Randy Orton in momenti diversi delle loro rispettive carriere.
Il 13 novembre, durante uno show speciale svoltosi a Manchester (Inghilterra), Edge e Randy Orton conquistarono il World Tag Team Championship contro Ric Flair e Roddy Piper; il loro regno titolato durò fino al 29 gennaio 2007, quando vennero sconfitti da John Cena e Shawn Michaels.
Con il passare dei mesi, il rapporto tra Edge e Randy Orton iniziò a vacillare a causa del desiderio comune di vincere il WWE Championship; presero parte anche a due Fatal 4-Way match che vedevano coinvolti John Cena e Shawn Michaels, ma non riuscirono mai a conquistare il titolo.
Il tag-team si sciolse definitivamente durante la draft-lottery dell'11 giugno 2007, quando Edge si trasferì nel roster di SmackDown!.

## Nel wrestling

### Mosse finali
- Edge
  - Spear (Spear)
- Randy Orton
  - RKO (Jumping cutter)

### Musiche di ingresso
- Edge
  - Metalingus degli Alter Bridge
- Randy Orton
  - Burn in My Light dei Mercy Drive

## Titoli e riconoscimenti
- World Tag Team Championship (1)